# Saint Peter Port

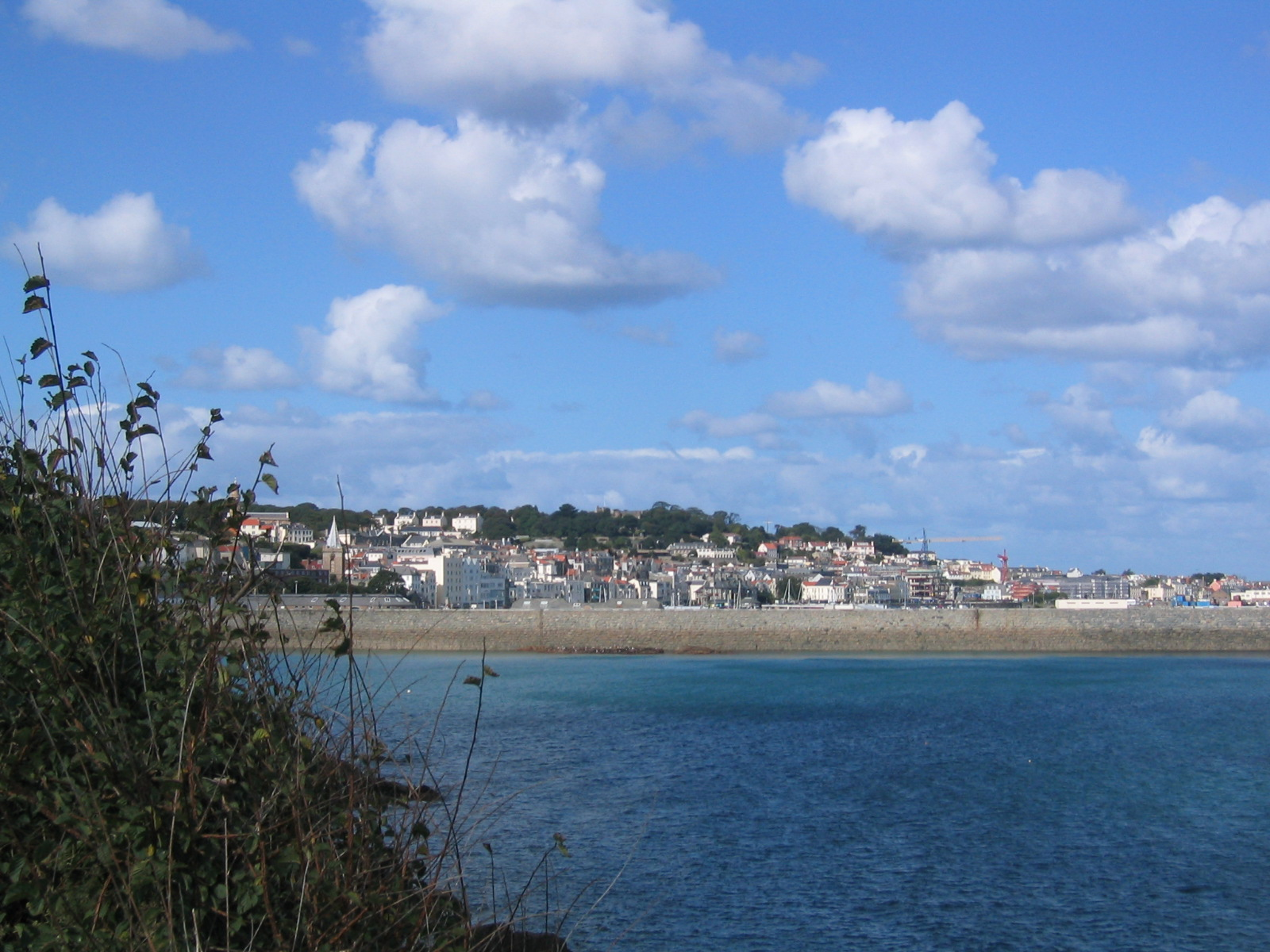
Pohled na Saint Peter Port od jihu

Saint Peter Port (francouzsky St Pierre Port, guernsejsky: St Pierre Port) je hlavní město Guernsey a také jeho hlavní přístav. Nachází se na východě ostrova Guernsey. Je také sídlem stejnojmenné farnosti obklopující město. Počet zdejších obyvatel dosahoval v roce 2013 čísla 16 712.
Slovo Port odlišuje farnost Saint Peter Port od farnosti Saint Pierre Du Bois na druhém konci ostrova.
Malé město Saint Peter Port sestává ze strmých úzkých ulic a schodišť, které se tyčí ve stráni. Je známo jako tradiční obchodní místo, které existuje už od římských dob, ale jeho předkřesťanské pojmenování se nezachovalo.
Poštovní kód místních adres začíná GY1. Obyvatelé města jsou nazývání francouzským les Villais nebo guernsejským cllichards.